# Oleg Alexandrowitsch Schatow
Oleg Alexandrowitsch Schatow (russisch Олег Александрович Шатов; * 29. Juli 1990 in Nischni Tagil, Russische SFSR, UdSSR) ist ein russischer Fußballspieler.

## Karriere

### Verein
Schatow wechselte 2007 aus der Jugend zur 1. Mannschaft des FK Ural. Hier spielte er fünf Jahre in der 1. Division, der 2. Liga in Russland. Im Januar 2012 wechselte Schatow zu Anschi Machatschkala. Sein Debüt in der Premjer-Liga, der 1. Liga in Russland, gab er am  18. März 2012. Bei der 0:1-Niederlage gegen Lokomotive Moskau stand er in der Startelf. In der Saison 2012/13 gelangte er mit Anschi ins Achtelfinale der UEFA Europa League. Im Sommer 2013 wechselte er zum Ligakonkurrenten Zenit St. Petersburg.
Schatow spielte insgesamt 7 Spielzeiten für Zenit St. Petersburg. In dieser Zeit konnte er mit dem Verein zwei Meistertitel, zwei Pokalsiege und den zweimaligen Gewinn des Supercups feiern. Von Februar bis Juni 2018 war er an den Ligakonkurrenten FK Krasnodar ausgeliehen und betritt in dem Zeitraum 5 Ligaspiele für den Club. Auf internationaler Ebene konnte er mit Zenit in den Spielzeiten 2013/14 und 2015/16 jeweils das Achtelfinale in der UEFA Champions League erreichen und in der Spielzeit 2014/15, das Viertelfinale in der UEFA Europa League.
Am 1. August 2020 wechselte Schatow innerhalb der Liga zu Rubin Kasan. Insgesamt sollte er für den Verein 24 Ligaspiele und 1 Partie in der Qualifikation zur UEFA Europa Conference League 2021/22 bestreiten. Im gegenseitigen Einvernehmen lösten der Verein und Schatow am 18. November 2021 den Vertrag auf. Schatow litt unter immer wiederkehrenden Verletzungen und pausierte nach Vertragsauflösung erst einmal.
Am 1. Februar 2022 kehrte er nach seiner Auszeit zu seinem Jugendverein FK Ural zurück.

### Nationalmannschaft
Schatow durchlief sämtliche U-Nationalmannschaften Russlands. Sein Debüt für die A-Nationalmannschaft gab er am 6. Februar 2013 beim 2:0-Erfolg über Island. Er wurde zur 2. Halbzeit für Juri Schirkow eingewechselt und erzielte in 66. Minute das 2:0. Schatow stand im 23er Kader für die Fußball-Weltmeisterschaft 2014. Er absolvierte alle 3 Gruppenspiele bei dieser WM. Er schied mit Russland nach der Gruppenphase aus.
Bei der Fußball-Europameisterschaft 2016 in Frankreich wurde er in das russische Aufgebot aufgenommen. Er stand in den ersten beiden Partien gegen England und die Slowakei in der Stammelf, fehlte dann aber verletzt im entscheidenden Spiel gegen Wales. Das Team verlor klar mit 0:3 und schied aus dem Turnier aus. Sein bisher letztes Spiel im Nationaldress bestritt er am 9. Oktober 2016 bei der 3:4-Niederlage gegen Costa Rica, in dieser Partie erzielte er auch seinem zweiten Länderspieltreffer.

### Erfolge
Zenit St. Petersburg
- Russischer Meister: 2015, 2018/19, 2019/20
- Russischer Fußballpokal: 2015/16, 2019/20
- Russischer Supercup-Sieger: 2015, 2016